# Pommerby
Pommerby er en landsby og kommune  i det østlige Angel (Sydslesvig). Administrativt hører kommunen under Slesvig-Flensborg kreds i den nordtyske delstat Slesvig-Holsten. Kommunen samarbejder på administrativt plan med andre kommuner i omegnen i Gelting Bugt kommunefælleskab (Amt Geltinger Bucht). I kirkelig henseende hører Pommerby under Gelting Sogn. Sognet lå i Kappel Herred, tidligere Ny Herred), da området tilhørte Danmark.

## Geografi
Til kommunen hører også landsbyerne og bebyggelser Børsby (ty. Börsby), Gammeldam (Gammeldamm), Galtmose el. Golsmose (Golsmaas), Langmark (Langfeld), Møllebro (Mühlenbrück), Nydam (Niedamm), Sibbeskjær (Sibbeskjär) og Vadsmark (Wattsfeld). Nord for kommunen findes naturbeskyttelsesområdet Gelting Birk. 

## Historie
Byen Pommerby dukker for første gang op i de skriftlige kilder i 1409. Forleddet er gen. pl. af folkenavnet glda. pomær(æ), navnet må være vidnesbyrd om en pommersk bosættelse i middelalderen. Måske kan der være tale om fangerne fra vendertogene. Måske kan navnet også bringes i forbindelse med jomsvikingerne. Samme stednavn forekommer i Siseby Sogn i den nuværende kommune Damp på Svansø (→Pommerby), hvor det dog synes at være et oprindeligt -bøl. Møllebro er første gang nævnt 1834. Der er tale om en tidligere vandmølle. Børsby er første gang nævnt 1462. Navnet er afledt af mandsnavn glda. Biur, nordisk Biórr eller genitiv af mandsnavn Biorn.
Mens selve byen Pommerby som mejeriby hørte under Grumtoft gods, hørte Gammeldam og Nydam under Dyttebøl gods og Børsby under Bukhavn gods. 

## Fovlshoved Fyr
Fyrtårnet ved lodsbyen Fovlshoved (på dansk også: Falshoved, på tysk Falshöft) blev indviet i 1910. Det 28 meter høje og rød/hvid-stribede tårn er opstillet ved indsejlingen til Flensborg Fjord til advarsel mod havbankerne Bredgrund og Kalkgrund. Fyrtårnet blev i 2002 nedlagt, men siden juli 2005 er det muligt at foretage borgerlige vielser i fyrtårnet.

## Kendte fra Pommerby
- Peter Friderich Quaade (16. januar 1779 - 1. marts 1850 i København), dansk officer